# Orzeł (szczyt)
Orzeł (słow. Orol, 1119 m) – szczyt w Grupie Wielkiej Raczy w Beskidzie Żywiecko-Kisuckim. Nazwa szczytu pochodzi od słowackiego słowa orljo oznaczającego pole uprawne. Istotnie od słowackiej strony wysoko podchodzą one na jego stokach. Na niektórych mapach i w przewodniku turystycznym szczyt ma nazwę Orło, w państwowym rejestrze nazw geograficznychi na mapach Geoportalu ma nazwę Orzeł.
Orzeł znajduje się w głównym grzbiecie Beskidu Żywiecko-Kisuckiego, pomiędzy przełęczą przełęczą Śrubita (980 m) oddzielającą go od Wielkiej Czerwenkowej a Przełęczą pod Orłem (1060 m) oddzielającą go od Małej Raczy. Grzbietem tym przebiega granica polsko-słowacka i Wielki Europejski Dział Wodny. Na wierzchołku Orła grzbiet zmienia kierunek pod kątem prostym. W północno-wschodnim kierunku (na polską stronę) spływa ze stoków jeden z dopływów potoku Racza. Orzeł jest zwornikiem: w południowo-zachodnim kierunku (na słowacką stronę) odchodzi od niego boczny grzbiet z wierzchołkiem Kýčera (1005 m), który oddziela od siebie doliny potoków o nazwie Klubinský potok i Veľký potok. Na stokach opadających do tego ostatniego znajdują się pola uprawne podchodzące aż pod grzbiet. Na stokach Orła rośnie rzadki w Polsce dzwonek piłkowany.
Polskie stoki Orła znajdują się w granicach miejscowości Rycerka Górna w województwie śląskim, w powiecie żywieckim, w gminie Rajcza. W regionalizacji fizycznogeograficznej Polski według Jerzego Kondrackiego Grupa Wielkiej Raczy zaliczana jest do Beskidu Żywieckiego, w nowszej polskiej regionalizacji z 2018 roku do Beskidu Żywiecko-Kisuckiego, na Słowacji do Beskidu Kisuckiego. Są całkowicie porośnięte lasem. Dawniej jednak istniała na jego północno-zachodnich stokach polana sięgająca od Przełęczy pod Orłem aż pod szczyt. Szlak turystyczny omija wierzchołek Orła, trawersując go po północnej (polskiej) stronie.

## Szlaki turystyczne
odcinek: Wielka Racza – przełęcz Śrubita – Przełęcz pod Orłem – Orzeł – Jaworzyna – przełęcz Przegibek – Bania – Majcherowa – Przełęcz pod Rycerzową.